# Modystka

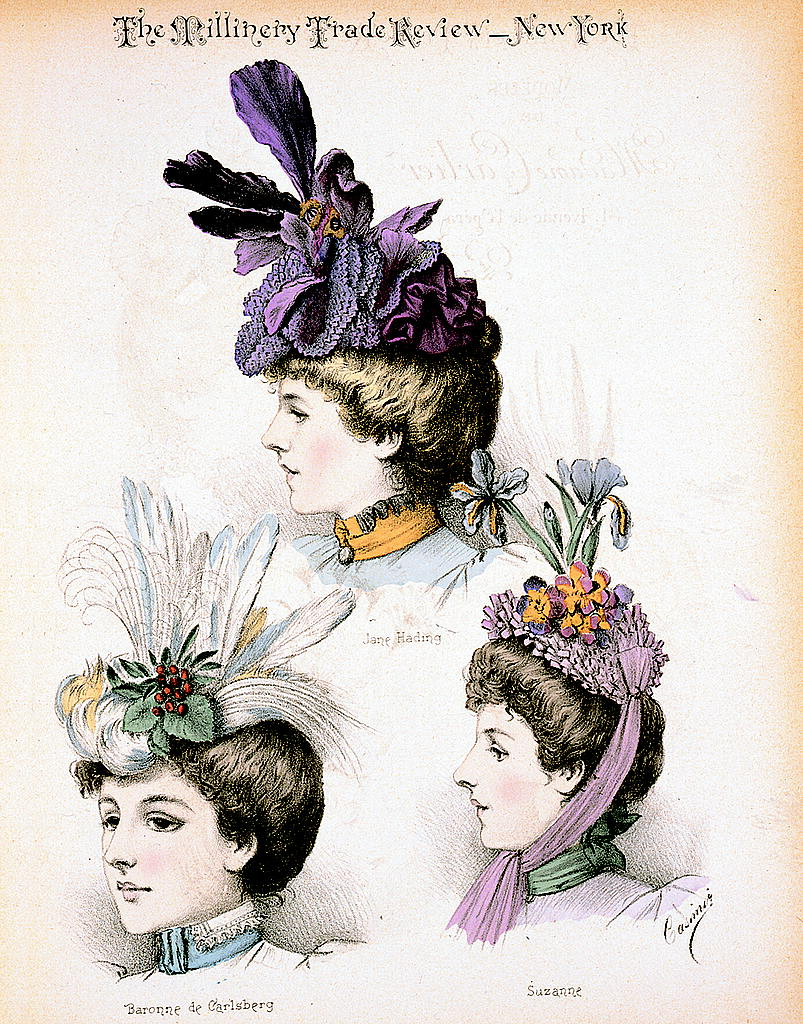
Rycina przedstawiająca kapelusze projektu paryskiej modystki Émilie Carlier, druk. 1897 w nowojorskim czasopiśmie branżowym "Millinery Trade Review". Modelki były aktorkami z Théâtre du Gymnase.

Modystka, modniarka (z fr. modiste) – kobieta zajmująca się zawodowo wyrobem i sprzedażą damskich kapeluszy (przeważnie filcowych), oraz ręcznie wyrabianych dodatków takich jak: woalki (np. do ślubu, na pogrzeb), ozdoby i dodatki do sukienek pierwszej komunii świętej (np. białe wianuszki).
Urządzenia wykorzystywane w pracy modniarskiej to:
- główki (wzorniki rozmiarów obwodu głowy)
- wzorce (różnego rodzaju aluminiowe kształtki kapeluszy: stożkowe, walcowe)
- rozciągane imadło półokrągłe (do rozciągania kapeluszy)
- parownica, czajnik parowy (do podgrzewania i rozmiękczania kapeluszy filcowych)
- palnik, najczęściej spirytusowy